# Città dell'Arizona
Lista delle città dell'Arizona, Stati Uniti d'America, comprendente tutti i comuni dello Stato (city, village, township e charter township).
I dati sono dell'USCB riferiti al censimento del 2010.

## Elenco
- Dalla lettera A alla M
- Dalla lettera N alla Z